# Dohasan
Dohasan (1805-1866) fou un cabdill kiowa, conegut també com a Little Bluff, el 1833 esdevingué el cap principal kiowa després de la massacre efectuada pels osages. El 27 de juliol del 1852 signà el tractat de Fort Atkinson amb els EUA, així com el de Little Arkansas el 1865. Tot i així, el 1864 rebutjà l'atac de Kit Carson a Adobe Falls. Fou assassinat per un sioux dakota.